# Handaoia rufovaria
Handaoia rufovaria là một loài tò vò trong họ Ichneumonidae.